# Santa Barbara (TV-serie)
Santa Barbara var en amerikansk såpopera i 2 137 avsnitt som sändes under perioden 30 juli 1984 till 15 januari 1993 i kanalen NBC

## Handling
Serien, som var känd för sin humoristiska stil och snabba replikväxlingar, handlade om det händelsesrika livet i den rika familjen Capwell i staden Santa Barbara, Kalifornien. Serien handlade också som rivalfamiljen Lockridge, samt de mer alldagliga familjerna Perkins och Andrade.

## Skådespelare
I huvudrollerna bland andra Jed Allan, Judith Anderson, Louise Sorel, Todd McKee, Marcy Walker, Lane Davies, Nicolas Coster och Eileen Davidson.

## Om serien
Delar av serien har i Sverige visats på TV3.

### Fotnoter
1. ↑  ”Santa Barbara” (på engelska). TV.Com. http://www.tv.com/shows/santa-barbara/. Läst 25 januari 2017.